# Ben van den Bogaert
Ben van den Bogaert (* 8. Dezember 1989) ist ein belgischer Eishockeyspieler, der seit 2019 bei den Golden Sharks Mechelen in der belgisch-niederländischen BeNe League spielt.

## Karriere
Ben van den Bogaert begann seine Karriere bei Olympia Heist op den Berg, wo er bereits als 16-Jähriger in der belgischen Ehrendivision debütierte. 2010 gewann er mit seinem Klub den belgischen Pokalwettbewerb. Trotz dieses Erfolgs verließ er Olympia und schloss sich den Phantoms Antwerp an. Trotz des Abstiegs 2011 blieb er den Phantoms treu und konnte nach dem sofortigen Wiederaufstieg 2012 mit dem Team 2015 den belgischen Meistertitel erringen. Im selben Jahr war er auch Torschützenkönig des belgischen Pokalwettbewerbs. Seit 2015 spielte er mit der Mannschaft aus Antwerpen in der neugegründeten belgisch-niederländischen BeNe League. 2019 wechselte er zum Ligarivalen Golden Sharks Mechelen.

### International
Für Belgien nahm van den Bogaert im Juniorenbereich an den U18-Weltmeisterschaften 2006 und 2007 in der Division II sowie den U20-Weltmeisterschaften 2007 in der Division III und 2008 und 2009 in der Division II teil.
Für die Herren-Nationalmannschaft spielte van den Bogaert erstmals bei der Weltmeisterschaft der Division II 2009. Anschließend dauerte es sieben Jahre, bis er zur Weltmeisterschaft 2016 in der Division II erneut nominiert wurde. Dabei war er gemeinsam mit den Niederländern Kevin Bruijsten, Raphaël Joly und Alan van Bentem zweitbester Scorer hinter deren Landsmann Erik Tummers. Zudem war er zweitbester Torschütze hinter Bruijsten und wurde zum besten Stürmer des Turniers gewählt. Auch 2017, 2018 und 2023 spielte er in der Division II.

## Erfolge und Auszeichnungen
- 2007 Aufstieg in die Division II bei der U20-Weltmeisterschaft der Division III
- 2010 Belgischer Pokalsieger mit Olympia Heist op den Berg
- 2015 Torschützenkönig des belgischen Eishockeypokals
- 2015 Belgischer Meister mit den Phantoms Antwerp
- 2016 Bester Stürmer der Weltmeisterschaft der Division II, Gruppe A

## Statistik
(Stand: Ende der Spielzeit 2022/23)